# روستيسلاف غولدشتاين
روستيسلاف إرنستوفيتش غولدشتاين (الروسية: Ростислав Эрнстович Гольдштейн؛ ولد في 15 مارس 1969) هو سياسي روسي يشغل منصب حاكم الأوبلاست اليهودية الذاتية منذ 2019، وشغل سنته الأولى من منصبه كحاكم مؤقت. هو عضو في حزب روسيا الموحدة. فاز بانتخابات اختيار حاكم الأوبلاست اليهودية الذاتية بنسبة أصوات بلغت 82.5%، مع نسبة مشاركة بلغت 73.02% من مجموع الأصوات المسجلة.